# Constantin Aricescu
Constantin C. Aricescu  (n. 1861, Văleni-Podgoria, județul Muscel, din 1950 Argeș - d. București, 14 februarie 1933 ) a fost un pictor român adept al impresionismului.

## Biografie
Pictorul Constantin Aricescu a fost fiul istoricului Constantin Aricescu.
A studiat artele plastice atât la București și Paris cât și la Műnchen.
Expoziții: Paris (1899, 1990), Atena (1902) și numeroase în București.
Pictorul a fost membru  al societății Tinerimea Artistică. 

## Galerie imagini

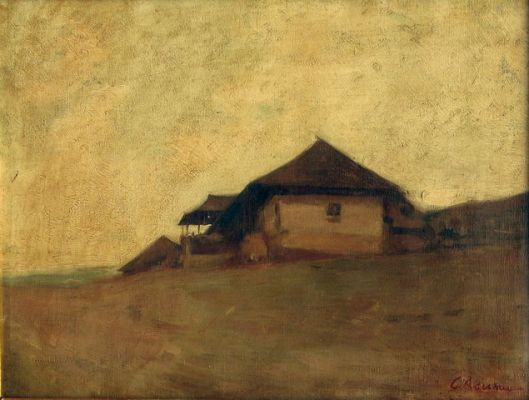
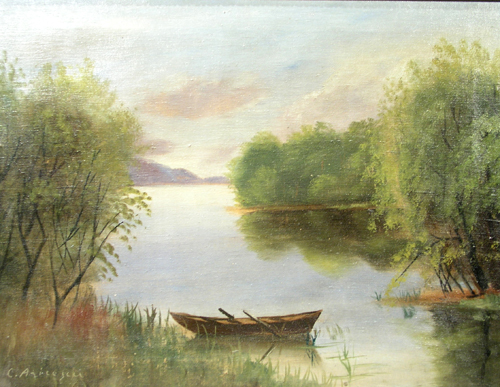
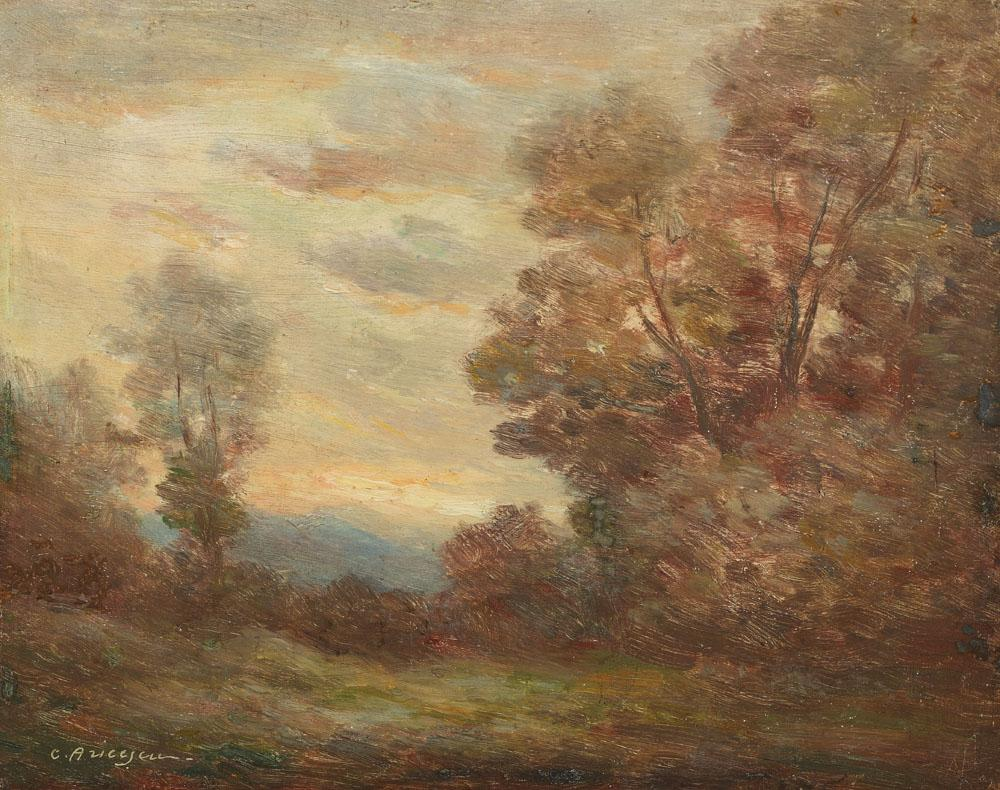
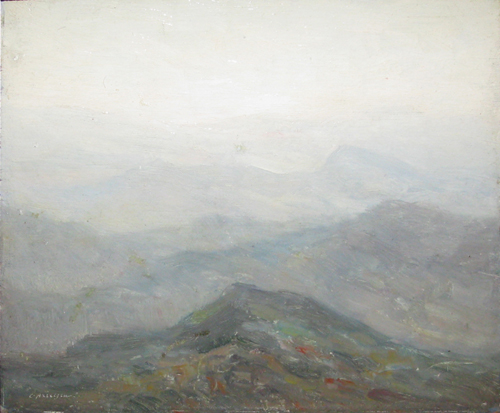
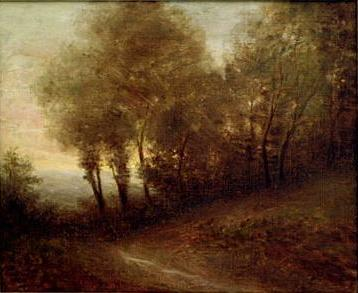
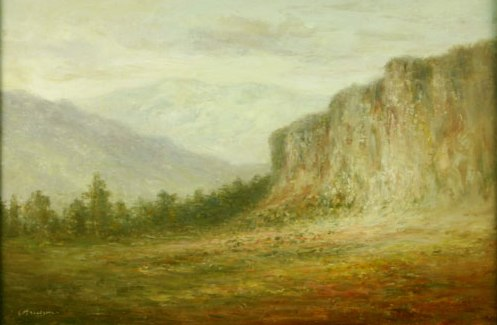
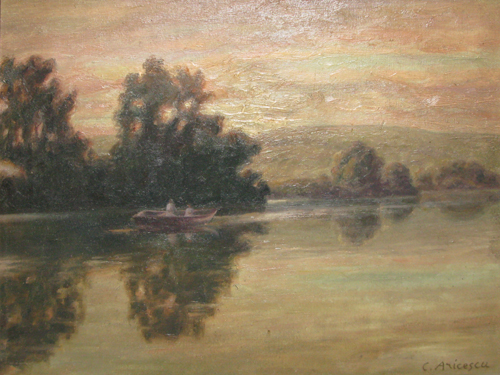

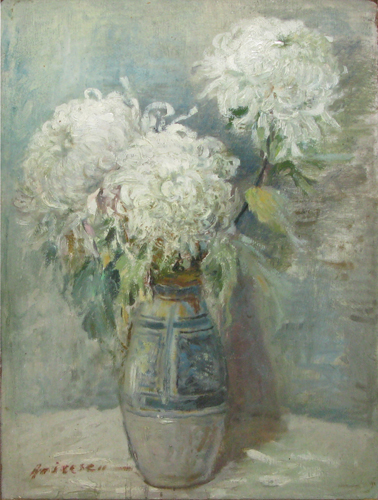
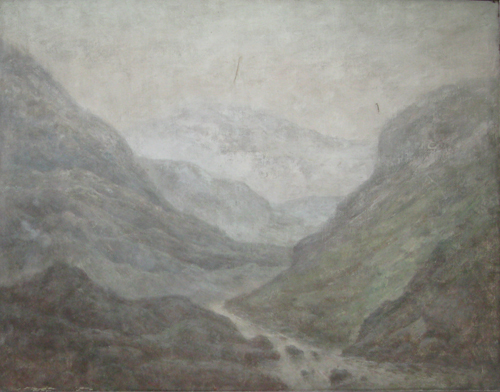
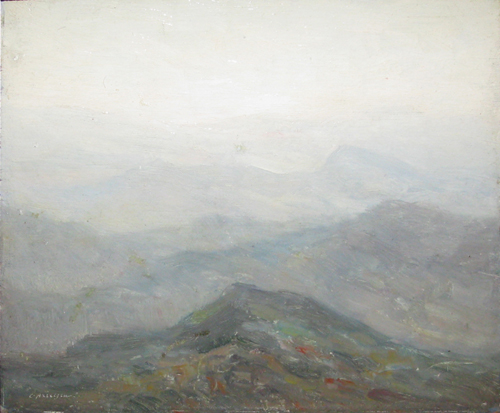
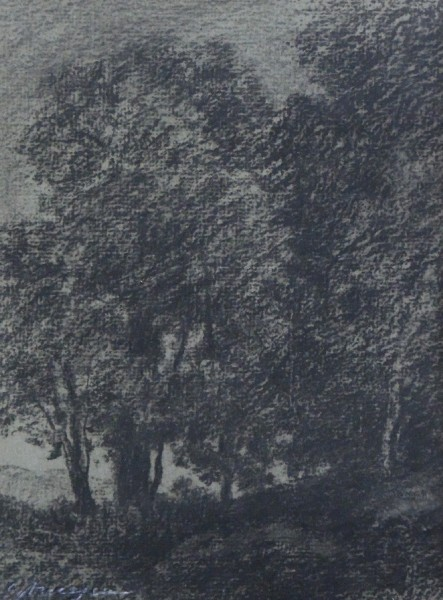